# Chèvremont
Chèvremont (deutsch früher Geisenberg) ist eine französische Gemeinde mit 1566 Einwohnern (Stand: 1. Januar 2022) im Territoire de Belfort in der Region Bourgogne-Franche-Comté. Die Bewohner werden Chèvremontois und Chèvremontoises genannt.

## Geographie
Chèvremont liegt auf einer Höhe von 355 m, etwa fünf Kilometer östlich der Stadt Belfort (Luftlinie). Das ehemalige Straßenzeilendorf erstreckt sich im Flachland der Burgundischen Pforte, auf dem Plateau zwischen Belfort und den ausgedehnten Wäldern Grands Bois und Bois de Bessoncourt, beidseits des Baches Trovaivre.
Die Fläche des 8,83 km² großen Gemeindegebiets umfasst einen Abschnitt der nur schwach reliefierten Landschaft im Bereich der Burgundischen Pforte (Trouée de Belfort). Der zentrale Teil des Gebietes wird von der weiten Fläche von Chèvremont eingenommen. Diese wird durch die beiden Bäche Trovaivre und Neuf Fontaines, die sich zur Clavelière vereinigen, nach Osten entwässert. Das Plateau liegt durchschnittlich auf 355 m und ist überwiegend mit Acker- und Wiesland bedeckt, zeigt aber auch einige Waldflächen. Auf der Anhöhe beim Fort wird mit 391 m die höchste Erhebung von Chèvremont erreicht. Nach Süden erstreckt sich das Gemeindeareal in das Waldgebiet der Grands Bois. Mit einem schmalen Streifen reicht der Gemeindeboden ostwärts über die breite Talaue der Autruche bis in die ausgedehnte Waldung des Bois de Bessoncourt und an den Flusslauf der Madeleine. Diese sorgt für die Entwässerung des Gebietes nach Süden zur Bourbeuse und damit zur Allaine.
Nachbargemeinden von Chèvremont sind Bessoncourt im Norden, Petit-Croix und Fontenelle im Osten, Vézelois im Süden sowie Pérouse im Westen.

## Geschichte
Erstmals urkundlich erwähnt wird Chèvremont bereits im 11. Jahrhundert. Zunächst im Einflussbereich der Herren von Montbéliard stehend, gelangte das Dorf Mitte des 14. Jahrhunderts unter die Oberhoheit der Habsburger. Zusammen mit dem Sundgau kam Chèvremont mit dem Westfälischen Frieden im Jahr 1648 an die französische Krone.

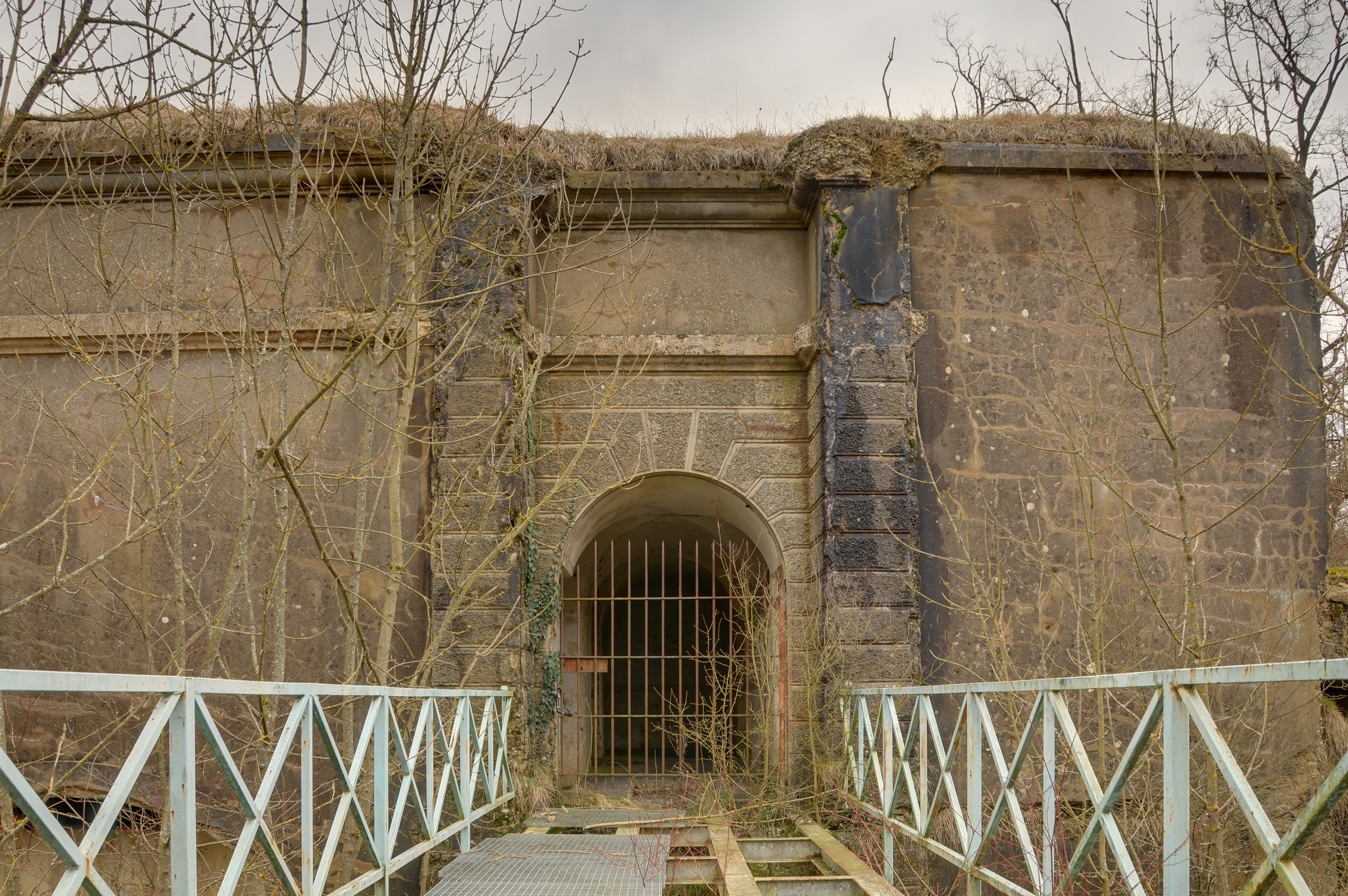
Eingang zum Fort von Chèvremont

Seit 1793 gehörte das Dorf zum Département Haut-Rhin, verblieb jedoch 1871 als Teil des Territoire de Belfort im Gegensatz zum restlichen Elsass bei Frankreich. Ab 1889 wurde das Fort von Chèvremont errichtet, das einen Teil des Befestigungsringes um Belfort bildete. Zu einer Gebietsveränderung kam es 1973, als Chèvremont mit Fontenelle zur Doppelgemeinde Chèvremont-Fontenelle fusionierte. Die beiden Ortschaften trennten sich jedoch bereits 1977 wieder und bilden seither wieder eigenständige Gemeinden. Seit 1998 war Chèvremont zunächst Teil des Gemeindeverbandes Communauté d'agglomération Belfortaine, der 2017 in der Grand Belfort Communauté d’Agglomération aufging.

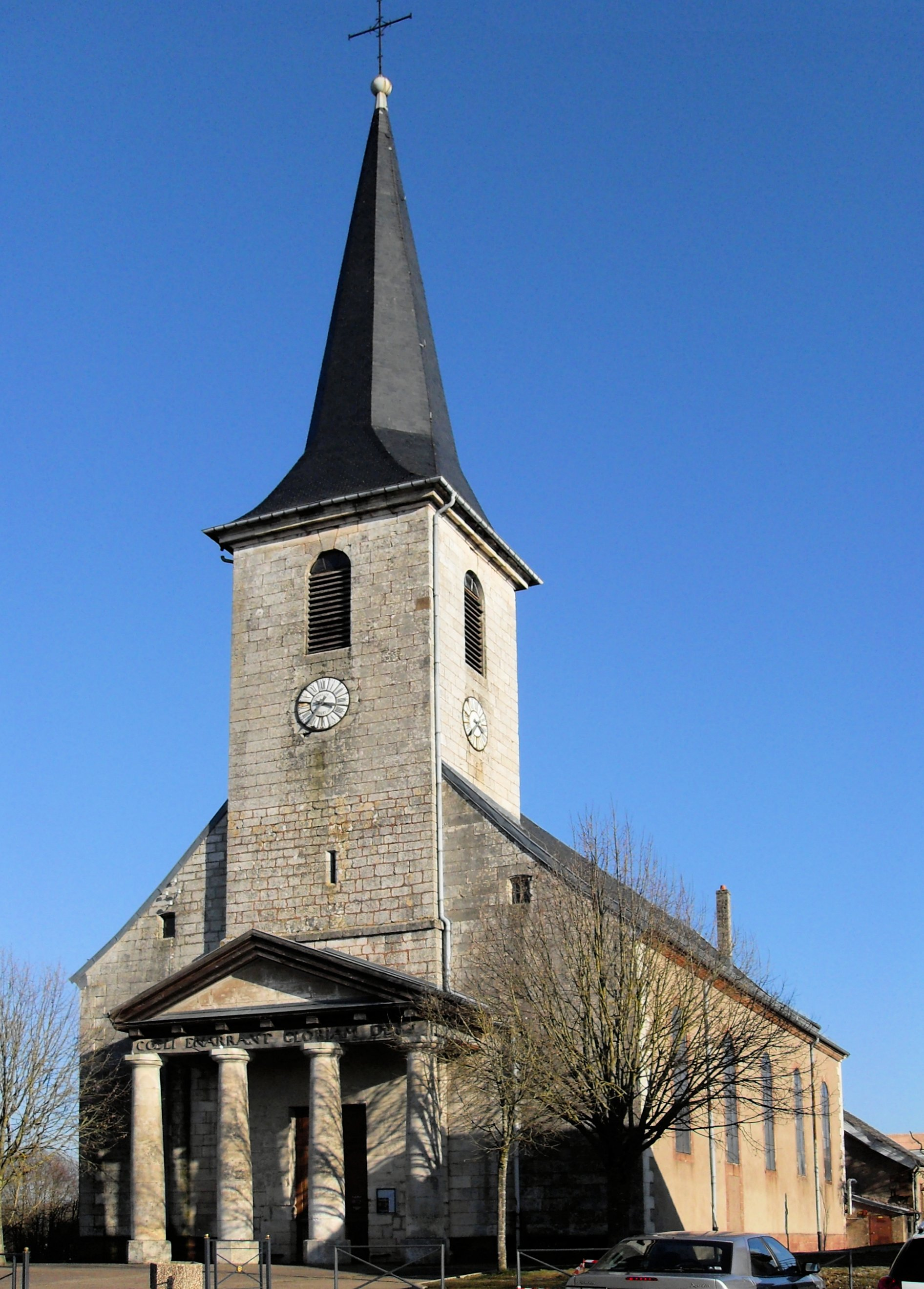
Kreuzerhöhungs-Kirche

## Sehenswürdigkeiten
Die Kreuzerhöhungs-Kirche (Église de l’Exaltation-de-laSainte-Croix) wurde 1784 an der Stelle eines früheren Gotteshauses neu erbaut. Sie ist in Teilen seit 1992 als Monument historique eingeschrieben.
Siehe auch: Liste der Monuments historiques in Chèvremont

## Bevölkerung
| Jahr      | 1962 | 1968 | 1975 | 1982 | 1990 | 1999 | 2007 | 2013 | 2020 |
| Einwohner | 526  | 634  | -    | 905  | 1040 | 1220 | 1402 | 1593 | 1572 |

Mit 1566 Einwohnern (1. Januar 2022) gehört Chèvremont zu den kleineren Gemeinden des Départements Territoire de Belfort. Nachdem die Einwohnerzahl in der ersten Hälfte des 20. Jahrhunderts stets im Bereich zwischen 500 und 700 Personen gelegen hatte, wurde seit Beginn der 1970er Jahre ein kräftiges Bevölkerungswachstum verzeichnet. Seither hat sich die Einwohnerzahl mehr als verdoppelt.

## Wirtschaft und Infrastruktur

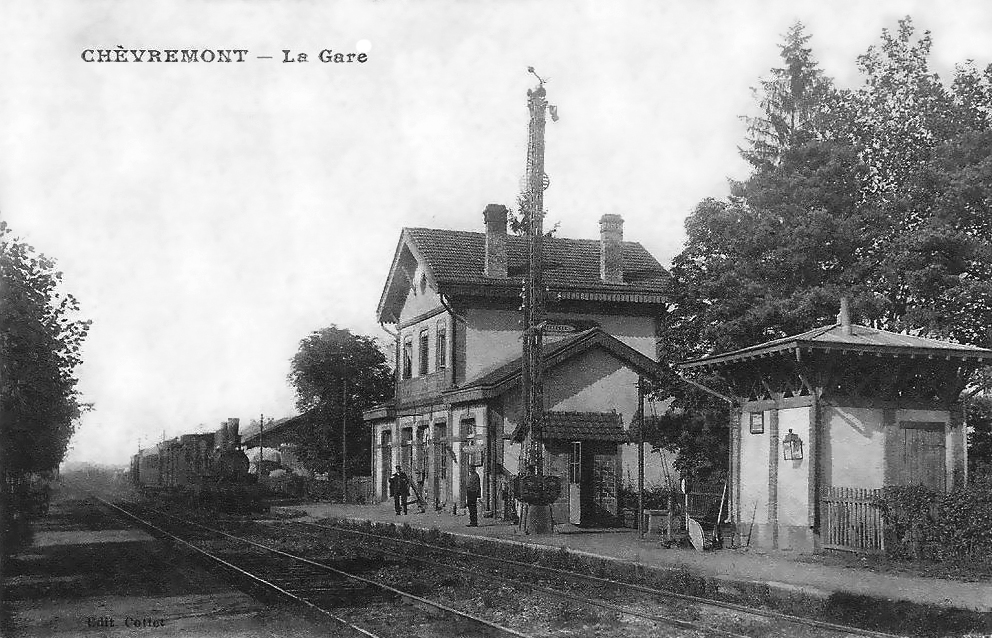
Bahnhof um 1900

Chèvremont war bis weit ins 20. Jahrhundert hinein ein vorwiegend durch die Landwirtschaft (Ackerbau, Obstbau und Viehzucht) und die Forstwirtschaft geprägtes Dorf. Daneben gibt es heute verschiedene Betriebe des Klein- und Mittelgewerbes, darunter eine Textil- und eine Sauerkrautfabrik. Mittlerweile hat sich das Dorf zu einer Wohngemeinde gewandelt. Viele Erwerbstätige sind deshalb Wegpendler, die in den Agglomerationen Belfort und Montbéliard ihrer Arbeit nachgehen.
Die Ortschaft befindet sich zwar abseits der größeren Durchgangsstraßen, ist aber verkehrstechnisch gut erschlossen. Sie liegt an einer Departementsstraße, die von Belfort nach Montreux-Château führt. Der nächste Anschluss an die Autobahn A36 befindet sich in einer Entfernung von ungefähr drei Kilometern. Weitere Straßenverbindungen bestehen mit Bessoncourt und Vézelois. Chèvremont besitzt einen Bahnhof an der Bahnstrecke Paris–Mulhouse, an diesem halten Züge des TER Grand Est und TER Bourgogne-Franche-Comté.